# جون ويلتون (دبلوماسي)
السير آرثر جون ويلتون (بالإنجليزية: John Wilton)‏ (21 أكتوبر 1921 – 12 يونيو 2011)، والمعروف باسم جون ويلتون، كان دبلوماسيًا بريطانيًا شغل منصب سفير المملكة المتحدة لدى الكويت (1970–1974) وسفيرًا لدى المملكة العربية السعودية (1976–1979).
وُلد ويلتون في 21 أكتوبر 1921، وهو ابن والتر وآنِتّا ويلتون. تلقى تعليمه في مدرسة وانستيد الثانوية، وفاز بمنحة مفتوحة إلى كلية سانت جون، أكسفورد عام 1940. في عام 1942، تم تكليفه في الرويال أولستر رايفلز، وخدم مع اللواء الأيرلندي في شمال أفريقيا وإيطاليا والنمسا بين عامي 1943 و1946. حصل على صليب عسكري وتم الذكر في الإرساليات. كما حصل على درجة ماجستير في الآداب زمن الحرب (مع مرتبة الشرف الأولى) من جامعة أكسفورد استنادًا إلى الفترة التي قضاها في أكسفورد وخدمة الحرب.
انضم ويلتون إلى أعضاء الخدمة الدبلوماسية الملكية عام 1947، حيث عمل في لبنان ومصر ومشيخات الخليج (بما في ذلك منصب أول ضابط سياسي مقيم في الدوحة، قطر، من أغسطس 1949 إلى يوليو 1950)، ويوغوسلافيا ورومانيا. شغل منصب مدير مركز الشرق الأوسط للدراسات العربية في لبنان من 1960 إلى 1965، ونائب المفوض السامي في عدن 1966–1967، وسفير المملكة المتحدة لدى الكويت 1970–1974، ومساعد وكيل وزارة الخارجية لشؤون الكومنولث 1974–1976، وسفير المملكة المتحدة لدى السعودية 1976–1979. كما شغل منصب مدير منزل لندن للخريجين الأجانب بين 1979 و1986، ورئيس المركز العربي البريطاني من 1981 إلى 1986.
بعد تقاعده إلى ديفون، أصبح رئيسًا لفرع الاتحاد الناطق بالإنجليزية في بليموث (منذ 1991) ووصيًا في المؤسسة الخيرية التابعة للغرفة العربية البريطانية (منذ 1989)، وشماس كنيسة سانت موريس في بليمبتون، ديفون، ورئيسًا لجمعية "نداء الجنوب الغربي" الخيرية. مُنح درجة دكتوراه فخرية في القانون عام 1986 من كلية نيو إنجلاند، نيوهامبشير، الولايات المتحدة الأمريكية.
توفي ويلتون فجأة في 12 يونيو 2011 عن عمر يناهز 89 عامًا. ونجت من بعده زوجته مورين التي عاش معها 60 عامًا، وأبناؤه وأحفاده وأبناء أحفاده. توفيت السيدة ويلتون في عام 2019.